# Christopher Dowling
Christopher Dowling (Sliema, Malta; 15 de julio de 1944-21 de diciembre de 2022) fue un nadador maltés de la modalidad de 100 libre que participó en los Juegos Olímpicos de Roma 1960.

## Biografía
Con solo 16 años fue el abanderado de Malta en los Juegos Olímpicos de Roma 1960, donde compitió en la prueba de 100m libre, siendo el más lento de los 52 participantes del evento.
Posteriormente probó suerte en el waterpolo con el equipo Balluta WPC y en 1963 participó en los Juegos Mediterráneos de 1963 en Nápoles, Italia. Rompió varios récords nacionales y fue cinco veces campeón nacional de Waterpolo hasta su retiro en 1973. Un año después se convirtió en maestro del St Michael's Teacher Training College y posteriormente fue maestro privado.